# Hamilton Inlet
Hamilton Inlet ist der Name einer fjord- oder fjärdartigen Bucht an der Küste Labradors in der kanadischen Provinz Neufundland und Labrador. Den äußeren Teil bildet die Groswater Bay. Gemeinsam mit dem Lake Melville, einer Inlandsbucht, bildet das Hamilton Inlet den größten Meeresarm der Provinz. Dieser erstreckt sich über 140 Kilometer landeinwärts bis zur Stadt Happy Valley-Goose Bay. Die Bucht wird von den Flusssystemen des Churchill River und des Naskaupi River gespeist. Sie wurde nach dem Gouverneur von Neufundland Sir Charles Hamilton benannt.
Der Lake Melville wird als Bestandteil des Hamilton Inlet angesehen; er erstreckt sich westlich der tiefen und schmalen Passage in Nähe der Gemeinde Rigolet.
An seinem südöstlichen Ufer liegt der Akami-Uapishkᵁ-KakKasuak-Mealy-Mountains-Nationalpark.
Im Jahre 1586 wurde hier die Expedition von John Davis von Inuit angegriffen, welche zwei Expeditionsteilnehmer töteten und andere verwundeten.